# Horst Schier
Horst Schier (* 9. Februar 1938 in Reichenbach/Oberlausitz; † 28. Februar 1998 in Lingueglietta, Italien) war ein deutscher Kameramann, Filmproduzent, Drehbuchautor und Filmregisseur.

## Leben
Schier wuchs in der DDR auf und erhielt dort Ende der 1950er Jahre seine Ausbildung zum Kameramann an der Filmschule Babelsberg. Beim Bau der Berliner Mauer 1961 befand sich Schier bereits in der Bundesrepublik Deutschland und erhielt seinen ersten nachweisbaren Job als Kameramann der Trickfotografie bei Helmut Käutners Der Traum von Lieschen Müller. Zwei Jahre darauf ließ man ihn bei Ottokar Runzes Fernsehfilm Das Echo erstmals als Chefkameramann arbeiten. Zur Spezialeffektefotografie kehrte Schier im Herbst 1966 vorübergehend zurück, als er diesbezüglich an der ersten Jerry-Cotton-Farbfilmproduktion Der Mörderclub von Brooklyn mitarbeitete.
Zu dieser Zeit war Horst Schier bereits ein gefragter Kameramann von Fernsehserien. Er fotografierte Unser Pauker, Landarzt Dr. Brock, Kara Ben Nemsi Effendi, Der Anwalt, mehrere Tatort-Folgen der 1970er-Jahre, Der Trotzkopf, Meister Eder und sein Pumuckl, Drei Damen vom Grill und, unmittelbar vor seinem überraschenden Tod in Italien, Pumuckls Abenteuer. Darüber hinaus stand Schier bei einer Reihe von Kino- und Fernsehfilmen hinter der Kamera, darunter der erste Pumuckl-Film von 1981 mit Gustl Bayrhammer und Frank Ripplohs Schwulendrama Taxi zum Klo. Mit Laurens Straub besaß er in den 1980er Jahren die gemeinsame Produktionsfirma Schier-Straub Filmproduktion (München), mit der er mehrere späte Elaborate der Jungfilmer-Generation (z. B. Rita Ritter und Ein Mann wie E.V.A.) herstellte. Schiers Ausflüge in die Filmregie beschränken sich auf einige, zumeist für das Fernsehen gedrehte Unterhaltungsfilme und mehrere Dokumentationen.

## Filmografie
als Chefkameramann, wenn nicht anders angegeben
- 1963: Das Echo
- 1966: Unser Pauker (Fernsehserie)
- 1967: Landarzt Dr. Brock (Fernsehserie)
- 1968: Das Märchen vom unzufriedenen Tannenbäumchen – Ein weihnachtliches Spiel (Co-Regie)
- 1969: Ende eines Westerns (Kurzfilm)
- 1970: Ferdinand Graf von Zeppelin – Stunde der Entscheidung
- 1970: Heißer Sand
- 1971: Leiche gesucht
- 1971: Viola und Sebastian
- 1972: Der Illegale (Fernsehdreiteiler)
- 1972: Tatort: Rattennest
- 1973: Der Lord von Barmbeck
- 1973–1975: Kara Ben Nemsi Effendi (Fernsehserie)
- 1975: Lieber Franz, ich liebe dich
- 1976: Der Anwalt
- 1976: Rosaura kam um zehn
- 1976: Tatort: Transit ins Jenseits
- 1977: Links und rechts vom Ku’damm
- 1978: Jean-Christophe
- 1978: Tatort: Sterne für den Orient
- 1979: Die Farbe des Himmels
- 1979: Begegnung mit der alten Heimat (Fernseh-Dokumentarfilm)
- 1979: Das verräterische Herz
- 1979–1980: Timm Thaler (Fernsehserie)
- 1980: Taxi zum Klo (auch Co-Produktion)
- 1981: Der Aufsteiger
- 1982: Meister Eder und sein Pumuckl (Kinofilm)
- 1982: Das Hausschaf (Regie)
- 1982: Erinnerung – Sicaron (Regie)
- 1983: Der Trotzkopf (Fernsehserie)
- 1983: Friedliche Tage (auch Co-Produktion)
- 1983: Rita Ritter (Co-Produktion)
- 1984: Ein Mann wie E.V.A. (Co-Produktion)
- 1984: Die Wannseekonferenz
- 1984: Wanda
- 1985: Nachtgelächter
- 1986: The Wind and the Bomb (Co-Regie)
- 1987: Nukie
- 1982–1989: Meister Eder und sein Pumuckl (Fernsehserie)
- 1990: Drei Damen vom Grill (Fernsehserie)
- 1991: Stein und Bein
- 1992: Anna Domina (Dokumentarfilm, Regie)
- 1993: Das Haus im Ginster (auch Co-Produktion)
- 1993: Prinzenbad (auch Herstellungsleitung)
- 1994: Pumuckl und der blaue Klabauter (auch Co-Regie)
- 1997: Kowalsky (zwei Folgen der Fernsehserie)
- 1997: Der Bergdoktor (eine Folge der Fernsehserie)
- 1998: Pumuckls Abenteuer